# 800 mètres féminin aux Jeux olympiques d'été de 1960 (athlétisme)
Navigation
Amsterdam 1928 Tokyo 1964
L'épreuve du 800 mètres féminin aux Jeux olympiques de 1960 s'est déroulée les 6 et 7 septembre 1960 au Stade olympique de Rome, en Italie. Elle est remportée par la Soviétique Lyudmila Lysenko.

## Résultats

### Finale
| Rang               | Athlète               | Pays                       | Temps   | Notes |
| ------------------ | --------------------- | -------------------------- | ------- | ----- |
| Médaille d'or      | Lyudmila Lysenko      | Union soviétique           | 2:04.50 | WR    |
| Médaille d'argent  | Brenda Jones          | Australie                  | 2:04.58 |       |
| Médaille de bronze | Ursula Donath         | Équipe unifiée d’Allemagne | 2:05.73 |       |
| 4                  | Vera Kummerfeldt      | Équipe unifiée d’Allemagne | 2:06.07 |       |
| 5                  | Antje Gleichfeld      | Équipe unifiée d’Allemagne | 2:06.63 |       |
| 6                  | Joy Jordan            | Grande-Bretagne            | 2:07.95 |       |
| 7                  | Gizella Sasvári-Csóka | Hongrie                    | 2:08.11 |       |
| 8                  | Beata Żbikowska       | Pologne                    | 2:11.91 |       |
| -                  | Dixie Willis          | Australie                  |         | DNF   |

## Légende
Records et Performances
- AR : Record continental (area record)
- CR : Record des championnats (championship record)
- MR : Record du meeting (meet record)
- NR : Record national (national record)
- OR : Record olympique (olympic record)
- PR : Record paralympique (paralympic record)
- PB : Record personnel (personal best)
- SB : Meilleure performance personnelle de la saison (season's best)
- WL : Meilleure performance mondiale de l'année (world leader)
- WJR : Record du monde junior (world junior record)
- WR : Record du monde (world record)

Circonstances et Conditions
- DNF : N'a pas terminé (did not finish)
- DNS : N'a pas pris le départ (did not start)
- DQ : Disqualification (disqualification)
- NM : Aucun essai valable enregistré (No Mark)
- Q : Qualifié « directement » au prochain tour (ou à la prochaine compétition), lors d'une compétition majeure, grâce au classement ou à la réalisation des minima (automatic qualifier)
- q : Qualifié au prochain tour (ou à la prochaine compétition), lors d'une compétition majeure, grâce au repêchage ou à la réalisation de l'une des meilleures performances parmi celles des « non qualifiés directement » (grâce au meilleur temps ou à la meilleure distance par exemple) (secondary qualifier)